# Coupe Kirin 1987
La Kirin Cup 1987 est la dixième édition de la Coupe Kirin. Elle se déroule en mai 1987, au Japon. Le tournoi se déroule avec deux sélections (le Sénégal et le Japon) et deux clubs (Fluminense FC et Torino FC).

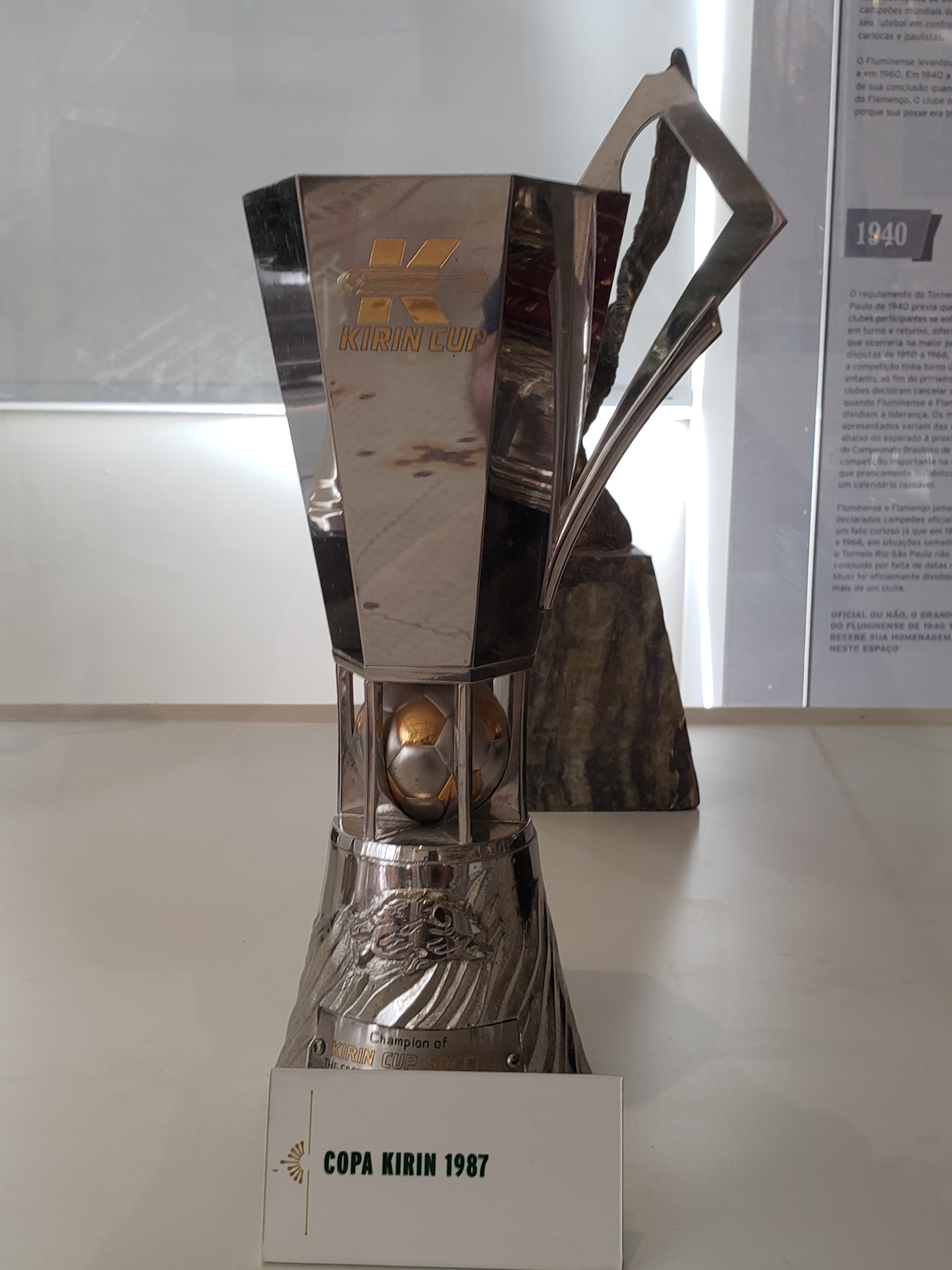
Coupe Kirin 1987.

## Résultats
- 24- 5-1987 : Japon 0-0 Fluminense FC
- 24- 5-1987 : Torino FC 3-1 Sénégal
- 25- 5-1987 : Torino FC 1-1 Fluminense FC
- 27- 5-1987 : Japon 2-2 Sénégal
- 29- 5-1987 : Japon 0-1 Torino FC
- 29- 5-1987 : Fluminense FC 7-0 Sénégal

## Tableau
| Équipe        | Pts | J | V | N | D | Bp | Bc | Dif |
| ------------- | --- | - | - | - | - | -- | -- | --- |
| Torino FC     | 5   | 3 | 2 | 1 | 0 | 5  | 2  | +3  |
| Fluminense FC | 4   | 3 | 1 | 2 | 0 | 8  | 1  | +7  |
| Japon         | 2   | 3 | 0 | 2 | 1 | 2  | 3  | -1  |
| Sénégal       | 1   | 3 | 0 | 1 | 2 | 3  | 12 | -9  |

## Finale
| 31 mai 1987 | Fluminense FC   | 2 - 0 | Torino FC | National Stadium, Tokyo                                        |                                                                |
| | Washington Tato | |           | Spectateurs : 32 000 Arbitrage : Joseph B. Worral (Angleterre} | Spectateurs : 32 000 Arbitrage : Joseph B. Worral (Angleterre} |
| | (Rapport)       | |           | Spectateurs : 32 000 Arbitrage : Joseph B. Worral (Angleterre} | Spectateurs : 32 000 Arbitrage : Joseph B. Worral (Angleterre} |
| Paulo Vitor - Aldo, Torres, Vica, Edvaldo - Leomir, Romerito, Jandir - Washington, Assis (Edison Souza), Tato (Paulinho) | Équipes         | Lorieri - Corradini (Parisi), Ferri, Rossi, Zaccarelli - Cravero (Lentini), Junior, Sabato, Beruatto, Pileggi - Comi |           | Spectateurs : 32 000 Arbitrage : Joseph B. Worral (Angleterre} | Spectateurs : 32 000 Arbitrage : Joseph B. Worral (Angleterre} |

## Vainqueur
| Vainqueur Kirin Cup 1987 Fluminense FC 1er titre |

1. ↑  RSSSF Brasil - Fichas técnicas de jogos que deram títulos ao Fluminense